# Wahrnehmungstäuschung

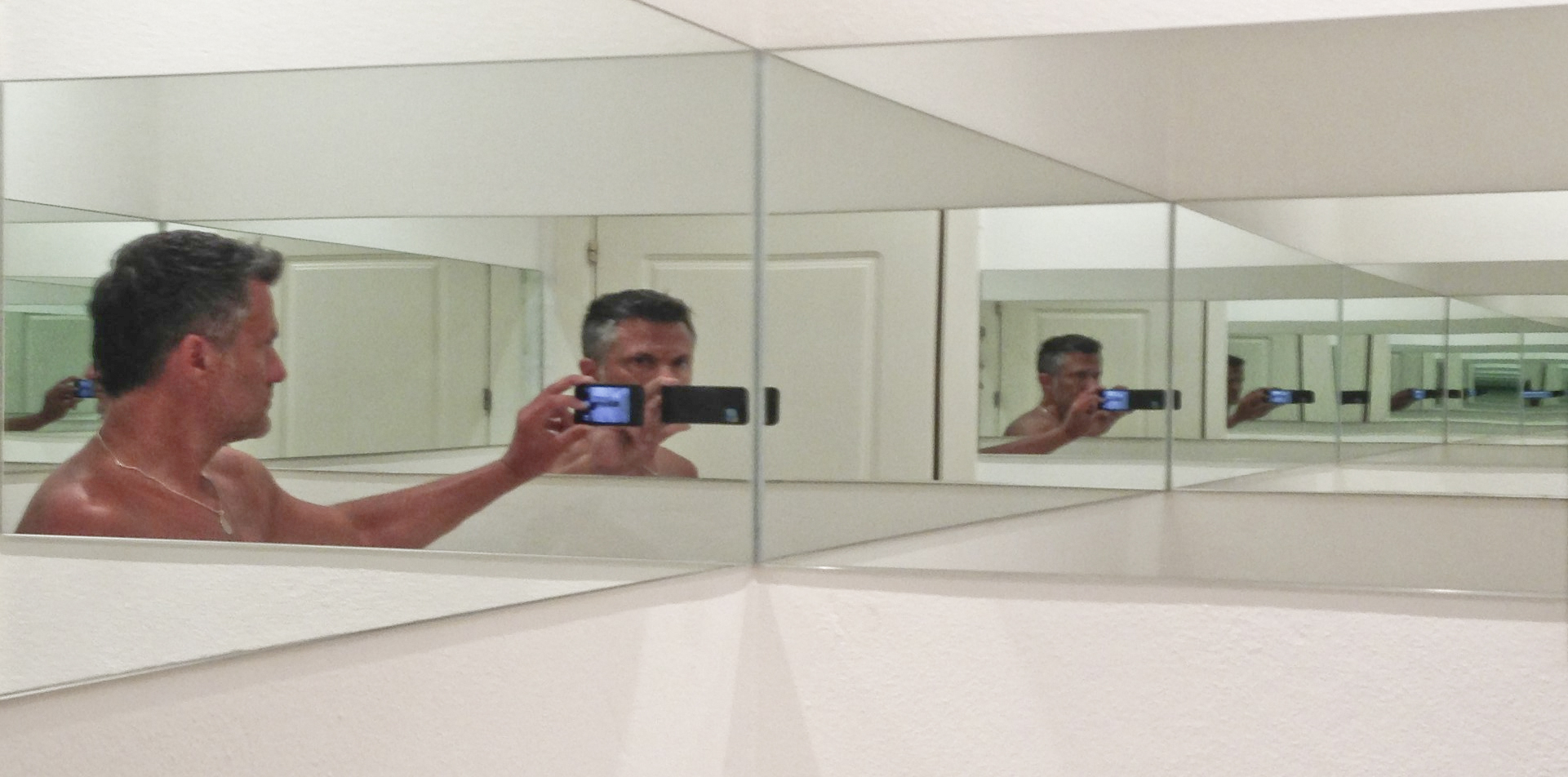
Ein über Eck gehängter Spiegel erzeugt Abbildungen, die einen mehrfach gestaffelten Raum vortäuschen. Das Zimmer scheint sich in die Tiefe geschachtelt fortzusetzen, Abbildungen des Fotografen sind vielfach im Bild zu sehen. Werden die abgebildeten Verhältnisse als wirklicher Raum wahrgenommen, so handelt es sich um eine Wahrnehmungstäuschung.

Eine Wahrnehmungstäuschung ist eine Täuschung durch fehlerhafte Wahrnehmung, die als Sinnestäuschung infolge Fehlinterpretation bei der Verarbeitung von Sinnesmeldungen (Perzepte) entsteht oder als eingebildete Wahrnehmung in Form einer Illusion beziehungsweise einer Halluzination auftritt.
Wahrnehmungstäuschungen können jeden der Sinne betreffen: Sehen, Hören, Riechen und Schmecken sowie den Tastsinn und auch den Gleichgewichtssinn. Ein Beispiel für eine Täuschung des Sehsinns – eine optische Täuschung – ist die Mondtäuschung, die den Mond nahe dem Horizont größer erscheinen lässt als etwa im Zenit.

## Arten von Wahrnehmungstäuschungen
Man kann Wahrnehmungstäuschungen nach der Natur der Wahrnehmung einteilen. Bekannt sind folgende Arten von Täuschungen:
- Optische Täuschung (Sehsinn, z. B. Zöllner-Täuschung)
- Akustische Täuschung (Hörsinn)
- Haptische Täuschung (Tastsinn)
- Thermische Täuschung (Temperaturempfindung)
- Vestibuläre Täuschung (Gleichgewichtssinn)

Manche Täuschungen fallen bei einer derartigen Einteilung in mehr als eine Kategorie. Beispielsweise handelt es sich beim McGurk-Effekt um eine opto-akustische Täuschung.
In der Philosophie beschäftigen sich die Phänomenologie und die Erkenntnistheorie mit Wahrnehmungstäuschungen.